# NGC 6195
NGC 6195 ist eine 13,1 mag helle spiralförmige Radiogalaxie vom Hubble-Typ Sb im Sternbild Herkules. Sie ist schätzungsweise 410 Millionen Lichtjahre von der Milchstraße entfernt und hat einen Durchmesser von etwa 180.000 Lj.
Im selben Himmelsareal befinden sich u. a. die Galaxien IC 4610, IC 4611, IC 4612.
Das Objekt wurde am 30. Mai 1791 von Wilhelm Herschel mit einem 18,7-Zoll-Spiegelteleskop entdeckt, der sie dabei mit „eF, vS, iF, verified with 300 power“ beschrieb.